# Почап (Ленинградская область)
Поча́п — деревня в составе Оредежском сельском поселении Лужского района Ленинградской области.

## История
Впервые упоминается в Писцовой книге Водской пятины 1500 года, как деревня Почап в Никольском Бутковском погосте Новгородского уезда.
На карте Санкт-Петербургской губернии Ф. Ф. Шуберта 1834 года обозначена деревня Почап и при ней усадьба помещика Рыгачева.

ПОЧАП — деревня принадлежит полковнику Лазаревичу, число жителей по ревизии: 68 м. п., 70 ж. п.
 
и капитан-лейтенантше Рыкачевой, число жителей по ревизии: 9 м. п., 11 ж. п. (1838 год)

Деревня Почап отмечена на карте профессора С. С. Куторги 1852 года.

ПОЧАП — деревня госпожи Рыкачевой, по просёлочной дороге, число дворов — 20, число душ — 87 м. п. (1856 год)

ПОЧАП — деревня, число жителей по X-ой ревизии 1857 года: 67 м. п., 55 ж. п.

ПОЧАП — деревня владельческая при колодцах, 24 дворов, жителей 75 м. п., 64 ж. п.; Часовня православная. (1862 год)

В 1869 году временнообязанные крестьяне деревни выкупили свои земельные наделы у П. В. фон Галлера и стали собственниками земли.

ПОЧАП — деревня, согласно подворной описи 1882 года: домов — 39, душевых наделов — 57, семей — 30, число жителей — 80 м. п., 89 ж. п.; разряд крестьян — собственники

Согласно материалам по статистике народного хозяйства Лужского уезда 1891 года мыза Почап площадью 705 десятин принадлежала вдове полковника С. В. Стебницкой, мыза была приобретена в 1869 году и сдавалась в аренду.
В XIX — начале XX века деревня административно относилась к Бутковской волости 1-го стана Лужского уезда Санкт-Петербургской губернии.
По данным «Памятной книжки Санкт-Петербургской губернии» за 1905 год 191 десятина земли в деревне Почап принадлежала вдове полковника Софии Владимировне Стебницкой.

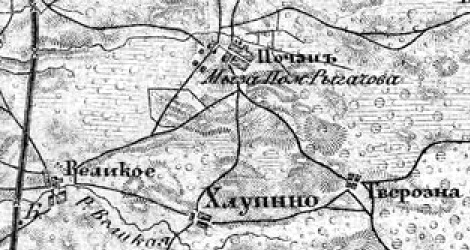
Деревня Почап на карте 1912 года

Согласно карте из «Исторического атласа Санкт-Петербургской Губернии» 1912 года в деревне находилась мыза помещика Рыгачова.
С 1917 по 1927 год деревня входила в состав Почапского сельсовета Бутковской волости Лужского уезда.
С 1927 по 1959 год — в составе Оредежского района.
По данным 1933 года в состав Пантелеевского сельсовета Оредежского района входили деревня Почап и  посёлок Почап.
C 1 августа 1941 года по 31 января 1944 года деревня находилась в оккупации.
1 декабря 1954 года в деревне был организован совхоз «Новый Мир».
В 1958 году население деревни составляло 360 человек.
С 1 октября 1959 года — в составе Лужского района.
В 1965 году население деревни составляло 334 человека.
По данным 1966 года деревня Почап находилась в составе Оредежского сельсовета Лужского района.
По данным 1973 года в деревне Почап располагалась центральная усадьба совхоза «Новый мир».
По данным 1990 года деревня Почап также входила в состав Оредежского сельсовета Лужского района.
В 1997 году в деревне Почап Оредежской волости проживали 1170 человек, в 2002 году — 1050 человек (русские — 91 %).
В 2007 году в деревне Почап Тёсовского сельского поселения — 976.
19 мая 2019 года деревня вошла в состав Оредежского сельского поселения.

## География
Деревня расположена в восточной части района на автодороге 41К-662 (Оредеж — Тёсово-4 — Чолово).
Расстояние до административного центра поселения — 14 км.
Расстояние до ближайшей железнодорожной станции Оредеж — 3 км.

## Демография
| 1862 | 2007 | 2010  | 2017  |
| ---- | ---- | ----- | ----- |
| 139  | ↗976 | ↗1093 | ↗1122 |

## Улицы
Весенняя, Дачная, Дорожная, Заречная, Кирпичная, Кленовый переулок, Летний переулок, Луговой переулок, Огородная, Придорожный переулок, Радужный переулок, Северная, Солнечная, Тихий переулок, Южная.